# Firefox
Firefox, tên đầy đủ là Mozilla Firefox, là một trình duyệt web mã nguồn mở tự do, do Tập đoàn Mozilla phát triển. Firefox sử dụng engine trình duyệt Gecko để hiển thị các trang web.
Firefox có sẵn cho các phiên bản khác nhau của Microsoft Windows, MacOS, Linux, và nhiều hệ điều hành Tương tự Unix khác. Firefox cũng có phiên bản cho Android và iOS/iPadOS tuy nhiên, như các trình duyệt khác trên iOS/iPadOS thì Firefox sử dụng engine WebKit thay cho Gecko vì yêu cầu của nền tảng.
Mã nguồn của Firefox là phần mềm tự do, được phát hành theo một bộ ba giấy phép GPL/LGPL/MPL.
Firefox là sự kế thừa tinh thần của Netscape Navigator, vì cộng đồng Mozilla được Netscape tạo ra vào năm 1998, trước khi được AOL mua lại. Firefox được tạo ra vào năm 2002 với tên mã "Phoenix" bởi các thành viên của cộng đồng Mozilla, họ mong muốn có một trình duyệt độc lập thay vì gói Mozilla Application Suite. Trong giai đoạn beta, nó phổ biến với những người thử nghiệm và được khen ngợi về tốc độ, tính bảo mật và các tiện ích bổ sung so với Internet Explorer 6 của Microsoft đang là trình duyệt thị phần cao nhất lúc bấy giờ. Nó được phát hành vào ngày 9 tháng 11 năm 2004, thách thức với Internet Explorer với 60 triệu lượt tải xuống trong vòng chín tháng.
Vào tháng 11 năm 2017, Firefox bắt đầu kết hợp công nghệ mới với tên mã "Quantum" để thúc đẩy khả năng tính toán song song và giao diện người dùng trực quan hơn.

## Lịch sử
Dave Hyatt và Blake Ross bắt đầu làm việc với dự án Firefox như là một nhánh thử nghiệm của dự án Mozilla. Họ tin rằng yêu cầu thương mại của việc tài trợ từ Netscape và các nhà phát triển nhồi nhét quá nhiều tính năng mất đi tính tiện ích của trình duyệt Mozilla Suite. Để chống lại họ tạo ra một trình duyệt độc lập, với ý định thay thế Mozilla Suite. Phiên bản 0.1 được phát hành vào ngày 23 tháng 9 năm 2002. Vào ngày 3 tháng 4 năm 2003, Tổ chức Mozilla thông báo rằng họ dự định chuyển sự tập trung của mình từ Mozilla Suite sang Firefox và Thunderbird.
Dự án Firefox ban đầu có tên là Phoenix, có nghĩa là chim Phượng Hoàng trong thần thoại phương Tây, loài chim này đã hồi sinh từ đống tro tàn (tro tàn ở đây chính là Netscape Navigator sau khi nó đã bị vượt mặt bởi Internet Explorer). Phoenix sau đó đã đổi tên do gặp vấn đề thương hiệu với Phoenix Technologies. Tên thay thế là Firebird nhưng lại gây ra phản ứng mạnh mẽ từ dự án phần mềm cơ sở dữ liệu tự do Firebird. Đáp lại, Quỹ Mozilla khẳng định rằng trình duyệt sẽ luôn mang tên Mozilla Firebird để tránh gây nhầm lẫn với phần mềm cơ sở dữ liệu đó. Nhưng áp lực liên tục từ cộng đồng khiến họ bắt buộc phải đổi tên một lần nữa; vào ngày 9 tháng 2 năm 2004, Mozilla Firebird đã trở thành Mozilla Firefox, thường được gọi là Firefox. Cái tên Firefox được cho là lấy cảm hứng từ loài gấu trúc đỏ, thường được gọi là firefox trong tiếng Anh. Mozilla thích viết tắt Firefox là Fx hoặc fx hơn, mặc dù nó vẫn thường được viết tắt là FF.

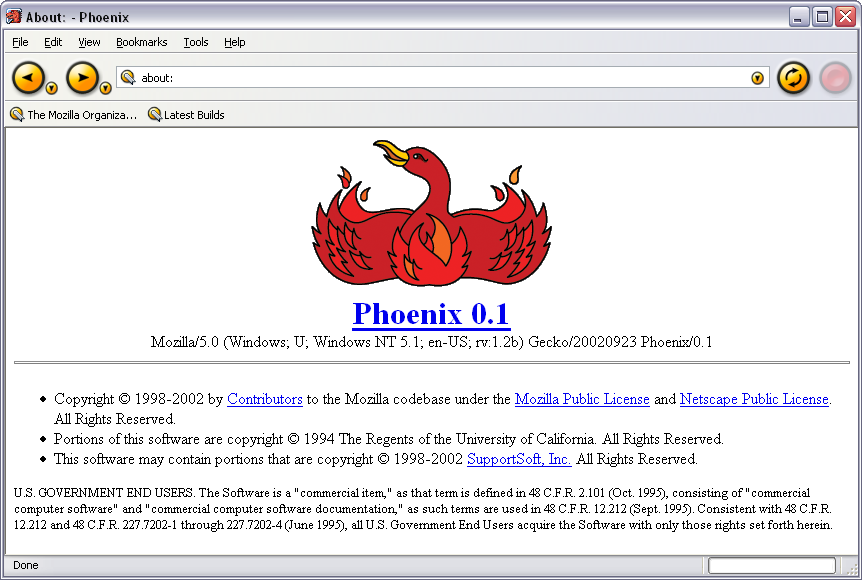
Ảnh chụp màn hình Phoenix 0.1 trên Windows XP

Dự án Firefox trải qua nhiều phiên bản trước phiên bản 1.0 và đã nhận được hàng loạt đánh giá tích cực từ các phương tiện truyền thông như Forbes và The Wall Street Journal. Các tính năng nổi tiếng của Firefox bao gồm chặn pop-up, duyệt web theo thẻ, trình quản lý phần mở rộng (add-on). Mặc dù những tính năng này đã có trong các trình duyệt khác được một thời gian như Mozilla Suite và Opera. Firefox là trình duyệt đầu tiên được đón nhận rộng rãi. Firefox được xem như một sự thay thế của Internet Explorer được chỉ trích là giao diện thiết kế xấu và thiếu bảo mật. Những người chỉ trích nói rằng IE không hỗ trợ một vài tiêu chuẩn Web, sử dụng các thành phần ActiveX nguy hiểm và dễ lây nhiễm các spyware và malware. Microsoft phản hồi bằng cách phát hành Windows XP Service Pack 2, bổ sung nhiều bản cập nhật bảo mật cho Internet Explorer 6.
Ngày 6 tháng 1 năm 2021, Firefox đã dừng hỗ trợ Adobe Flash với phiên bản Firefox 85
Ngày 1 tháng 6 năm 2021, qua các phiên bản beta, thiết kế mới của Firefox gọi là 'Proton' được phát hành qua kênh phát hành ổn định. Ban đầu, người dùng vẫn có thể quay về thiết kế cũ bằng cách tuỳ chỉnh about:config nhưng trong các phiên bản sau đã mất khả năng này, kết quả là Firefox bị chỉ trích. Những chỉ trích bao gồm vấn đề về khả năng tiếp cận mặc dù Mozilla đã thông báo rằng họ "sẽ tiếp tục làm việc với cộng đồng tiếp cận" và các vấn đề sau này.
Ngày 13 tháng 1 năm 2022, một vấn đề về nâng cấp HTTP/3 khiến Firefox không thể truy cập internet trong vài giờ.

## Tính năng
Những người phát triển Firefox chủ trương tạo ra một trình duyệt "chỉ để lướt web" và đem "trải nghiệm duyệt web tốt nhất có thể tới lượng người nhiều nhất có thể."
Các tính năng của phiên bản dành cho máy tính bao gồm duyệt theo thẻ, chế độ toàn màn hình, kiểm tra chính tả, tìm kiếm trong trang web, dấu trang thông minh, đánh dấu trang, tải xuống thông qua kéo và thả, trình quản lý tải xuống, quản lý hồ sơ người dùng, duyệt web riêng tư, thẻ đánh dấu, xuất dấu trang thành file, chế độ ngoại tuyến, công cụ chụp màn hình, công cụ phát triển web, tính năng "thông tin trang" hiển thị các siêu dữ liệu trang và các mục đa phương tiện, duyệt web nhận biết vị trí (còn được gọi là "định vị địa lý") dựa trên dịch vụ của Google. Firefox đặt Google là bộ máy tìm kiếm mặc định ở hầu hết các thị trường.
Firefox cung cấp một môi trường cho các nhà phát triển web, trong đó họ có thể sử dụng các công cụ có sẵn, ví dụ như bảng kiểm soát lỗi, hoặc DOM Inspector và các phần mở rộng, ví dụ như Firebug.

### Phần mở rộng (add-on)
Người dùng có thể tùy biến Firefox với phần mở rộng và giao diện. Mozilla duy trì một kho tiện ích tại addons.mozilla.org với gần 40.000 tiện ích và hơn 500.000 theme tính tới tháng 6 năm 2024.

### Giao diện
Giao diện Firefox có thể tuỳ biến với các theme tuỳ chỉnh tài về từ các bên thứ 3 hoặc kho tiện ích.

### Chế độ khách
Năm 2013, Fireflox cho Android đã thêm tính năng "phiên làm việc khách". Nó sẽ xoá dữ liệu duyệt web như các tab, cookies và lịch sử khi duyệt xong. Dữ liệu ở phiên làm việc khách sẽ được giữ lại kể cả khi khởi động lại trình duyệt hoặc thiết bị và chỉ bị xoá khi thoát chế độ bằng tay. Tính năng này đã bị xoá vào năm 2019, được cho là để người dùng có một "trải nghiệm xuyên suốt hơn".

### Quốc tế hóa và địa phương hóa
Những người đóng góp tự nguyện trên toàn thế giới đã cộng tác với nhau, dịch ngôn ngữ của trình duyệt Firefox ra rất nhiều ngôn ngữ khác nhau trên thế giới, kể cả một số ngôn ngữ rất ít được bản địa hóa, như tiếng Chichewa.
Hiện tại, đã có phiên bản hỗ trợ tiếng Việt.

### Tiêu chuẩn
Mozilla Firefox tích hợp nhiều tiêu chuẩn web, bao gồm HTML, XML, XHTML, SVG 1.1 (đầy đủ),, SVG 2 (một phần), CSS (dùng với phần mở rộng), ECMAScript (JavaScript), DOM, XSLT, XPath, và APNG (Animated PNG) ảnh PNG với độ trong suốt alpha. Firefox cũng tích hợp nhiều chuẩn tương lai được tạo bởi WHATWG như lưu trữ trên máy khách và canvas (phần tử HTML5).

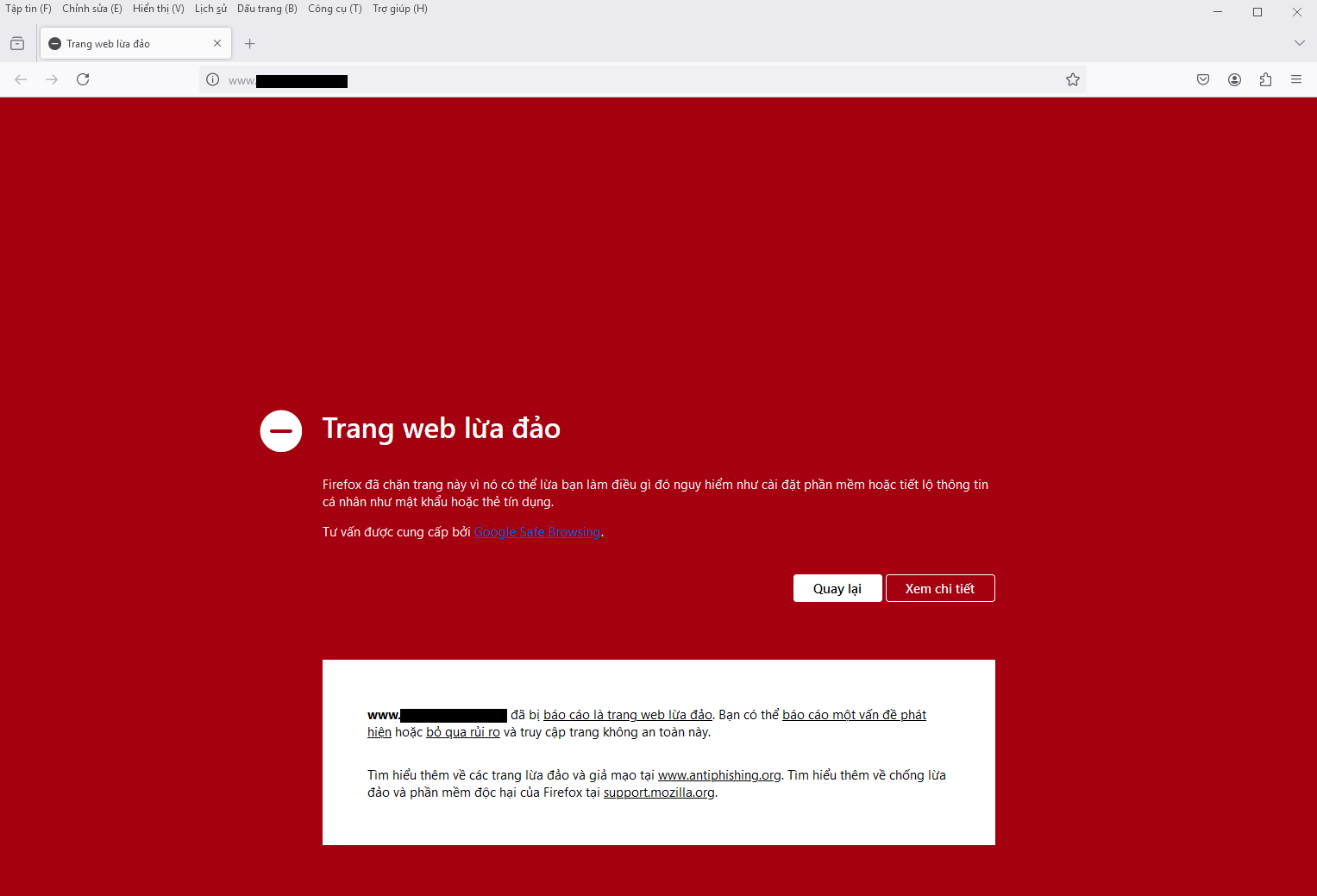
Cảnh báo trang web độc hại trên Firefox.

Firefox cũng tích hợp "Duyệt web an toàn", một dịch vụ của Google dùng để nhận diện các trang web phishing và phần mềm ác ý.

## Bảo mật
Từ khi ra đời, Firefox đã được nhắm đến là một trình duyệt tập trung vào bảo mật. Vào thời điểm đó, trình duyệt chiếm nhiều thị phần nhất là Internet Explorer đang đối mặt với một cuộc khủng hoảng bảo mật. Nhiều lỗ hổng  và phần mềm độc hại đã được phát hiện như Download.Ject có thể được cài đặt vào máy tính chỉ bằng cách truy cập vào một trang web bị nhiễm mã độc. Tình hình tồi tệ đến mức Chính phủ Hoa Kỳ đã đưa ra cảnh báo về việc sử dụng Internet Explorer. Trong khi đó Firefox ít ăn sâu vào với hệ điều hành hơn được coi là một lựa chọn an toàn vì ít có khả năng gặp phải các vấn đề có thể làm ảnh hưởng đến máy tính, làm cho sự phổ biến của Firefox gia tăng đáng kể về trong đầu những năm 2000. Hơn nữa, Firefox được cho là có ít lỗ hổng bảo mật hơn so với các đối thủ cạnh tranh. Vào năm 2006, The Washington Post đưa tin rằng mã khai thác lỗ hổng bảo mật trong Internet Explorer tồn tại trong suốt 284 ngày mà vẫn chưa được vá. Trong khi đó, mã khai thác lỗ hổng bảo mật trong Firefox chỉ tồn tại trong 9 ngày trước khi được Mozilla tung ra bản vá.
Trước đây, như hầu hết các trình duyệt vào thời điểm đó thì Firefox sử dụng kiến trúc đơn khối. Có nghĩa là tất cả các thành phần của trình duyệt chạy trong một tiến trình duy nhất và có quyền truy cập vào tất cả các tài nguyên hệ thống. Phương pháp này gây ra nhiều vấn đề về bảo mật. Ví dụ như nếu một trang web sử dụng quá nhiều tài nguyên hệ thống, toàn bộ Firefox sẽ bị treo hoặc crash, ảnh hưởng đến tất cả các tab. Ngoài ra, nếu bị khai thác bởi bất kỳ lỗ hổng nào thì nó có thể dễ dàng truy cập vào tất cả tài nguyên hệ thống, bao gồm cả các tệp người dùng. Giữa năm 2008 và 2012, hầu hết các trình duyệt đã chuyển sang kiến trúc đa tiến trình, tách riêng các tiến trình có rủi ro cao như render, phát đa phương tiện, GPU và mạng. Tuy nhiên, Firefox đã áp dụng công nghệ này chậm hơn. Mãi đến năm 2015, Firefox mới bắt đầu triển khai công nghệ sandbox với dự án Electrolysis (e10s). Bản viết lại này dựa trên việc giao tiếp liên tiến trình sử dụng thư viện giao tiếp liên tiến trình của Chromium và đặt các thành phần khác nhau như thành phần rendering vào sandbox riêng của nó. Firefox đã phát hành bản viết lại này ở phiên bản beta vào tháng 8 năm 2016, đáng chú ý rằng việc sử dụng RAM bị tăng 10-20% nhưng vẫn thấp hơn so với Chrome vào thời điểm đó. Tuy nhiên, bản viết lại gây ra vấn đề với API phần mở rộng (add-on) cũ vì các add-on cũ không được thiết kế để hoạt động đa tiến trình. Sau hơn một năm ở phiên bản beta, bản viết lại đã được kích hoạt mặc định cho tất cả người dùng Firefox vào tháng 11 năm 2017.
Năm 2012, Mozilla đã khởi động một dự án mới có tên là Servo để viết một engine trình duyệt hoàn toàn mới và thử nghiệm các kỹ thuật an toàn bộ nhớ viết bằng ngôn ngữ Rust. Năm 2018, Mozilla tích hợp các phần của dự án Servo vào engine Gecko vào một dự án có tên mã là Quantum. Dự án đã hoàn toàn đại tu lại code render trang web của Firefox, mang lại hiệu suất và sự ổn định cao hơn trong khi cũng cải thiện bảo mật của các thành phần hiện có. Ngoài ra, API add-on cũ đã bị loại bỏ và thay thế bằng một API WebExtension tương tự với add-on của Google Chrome. Điều này phá vỡ tính tương thích với các add-on cũ nhưng giảm thiểu các lỗ hổng bảo mật và tạo ra một hệ thống add-on dễ bảo trì hơn. Mặc dù dự án Servo được dự định sẽ thay thế nhiều thành phần của engine Gecko hơn nhưng kế hoạch này chưa bao giờ thành hiện thực. Năm 2020, Mozilla sa thải tất cả các nhà phát triển trong đội Servo và chuyển quyền sở hữu dự án cho Linux Foundation.

## Lịch sử biểu trưng

Lịch sử biểu trưng
Logo của "Phoenix" và "Firebird" trước khi có tên là "Firefox".
Firefox 0.8 – 0.10, từ ngày 2 tháng 9 năm 2004 đến ngày 8 tháng 11 năm 2004.
Firefox 1.0 – 3.0, từ ngày 9 tháng 11 năm 2004 đến ngày 29 tháng 6 năm 2009.
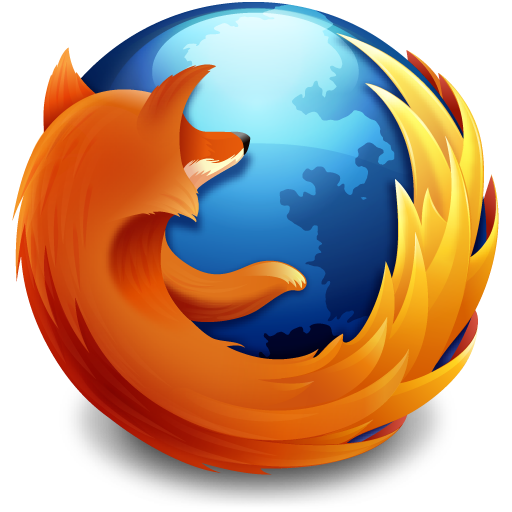
Firefox 3.5 – 22.0 từ ngày 30 tháng 6 năm 2009 đến ngày 5 tháng 8 năm 2013
Firefox 23 – 56, từ ngày 6 tháng 8 năm 2013 đến ngày 13 tháng 11 năm 2017[60]
Firefox 57 – 69, bắt đầu từ ngày 14 tháng 11 năm 2017 đến ngày 21 tháng 12 năm 2019
Firefox 70 trở lên, bắt đầu từ ngày 22 tháng 12 năm 2019

## Các nền tảng

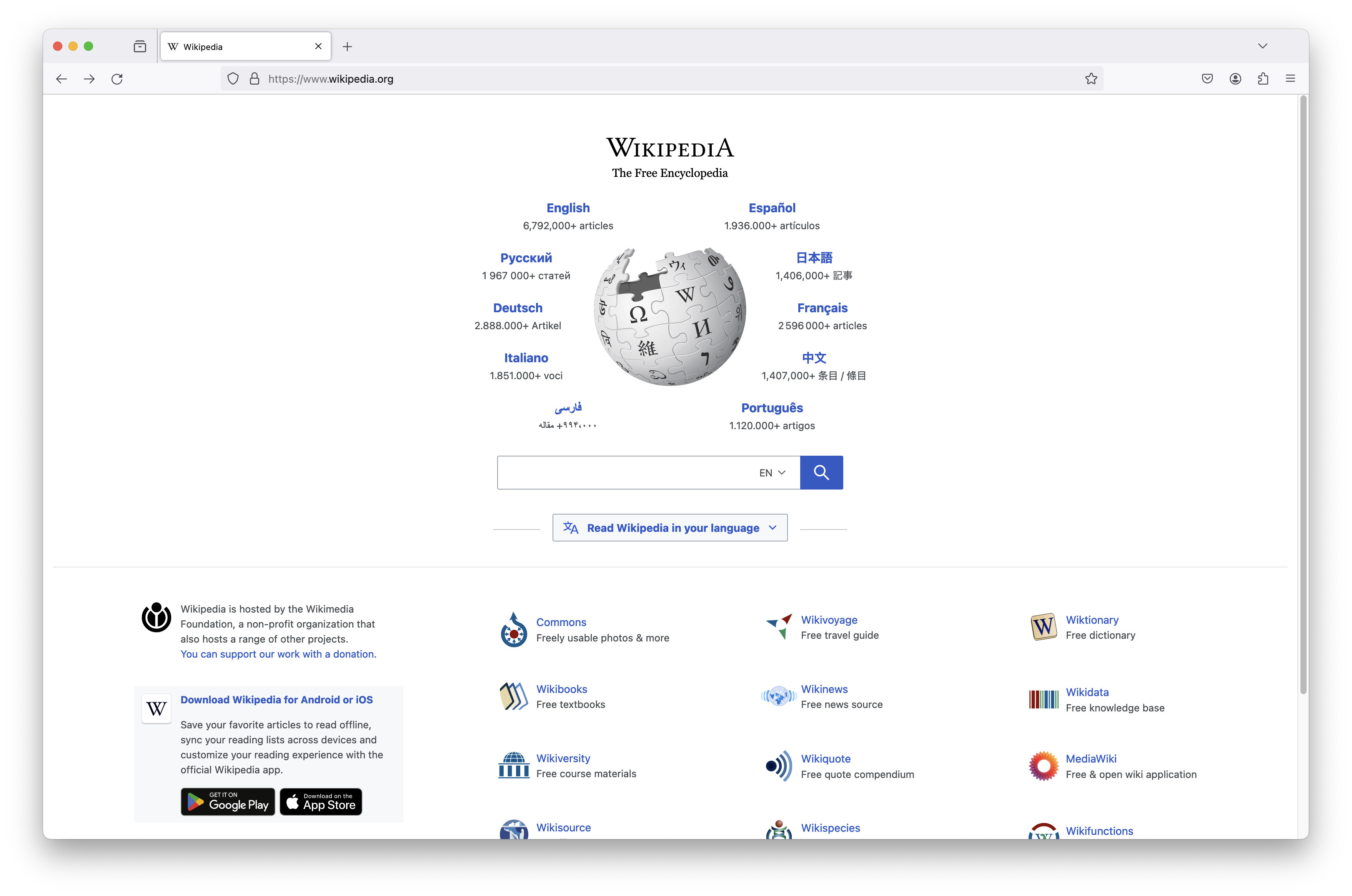
Firefox 114 chạy trên MacOS

Phiên bản dành cho máy tính của Firefox hỗ trợ Microsoft Windows, macOS và Linux. Firefox cũng có phiên bản cho Android (trước đây có tên là Firefox for Mobile, nó cũng có phiên bản cho Maemo, MeeGo và FirefoxOS) và Firefox cho iOS/iPadOS.
Firefox cũng có phiên bản Extended Support Release(Bản phát hành mở rộng) dành cho các hệ điều hành đã ngừng hỗ trợ như Windows XP, Wndows 7, Windows 8.1 

## Sự chiếm lĩnh thị trường

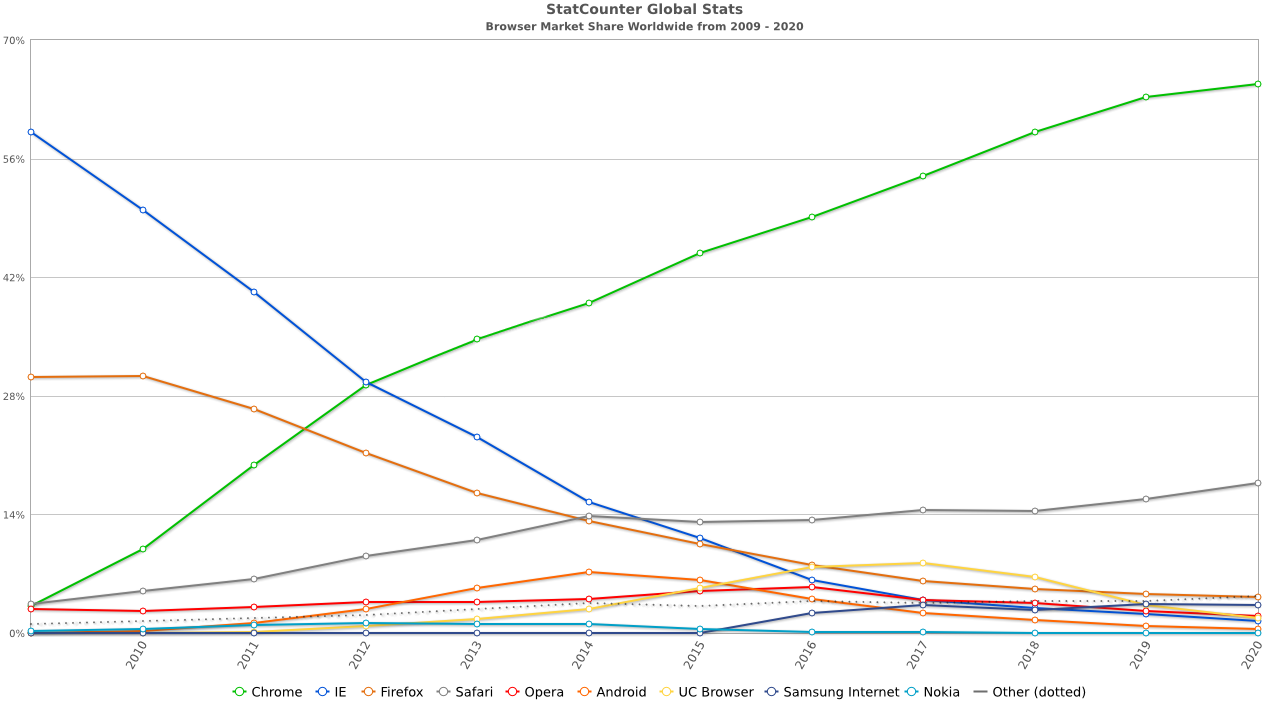
Thị phần các trình duyệt web từ 2009 đến 2020 theo StatCounter

Số lượt tải xuống tiếp tục tăng với tốc độ kể từ khi Firefox 1.0 được phát hành vào ngày 9 tháng 11 năm 2004, và tính đến ngày 31 tháng 7 năm 2009, Firefox đã được tải xuống hơn một tỷ lần. Con số này không bao gồm các lượt tải xuống bằng cách sử dụng các bản cập nhật phần mềm hoặc các lượt tải xuống từ các trang web của bên thứ ba. Chúng không đại diện cho số lượng người dùng, vì một bản tải xuống có thể được cài đặt trên nhiều máy, một người có thể tải xuống phần mềm nhiều lần hoặc phần mềm có thể được lấy từ bên thứ ba.
Vào tháng 7 năm 2010, IBM yêu cầu tất cả nhân viên (khoảng 400.000 người) sử dụng Firefox làm trình duyệt mặc định của họ.
Firefox là trình duyệt web được sử dụng nhiều thứ hai cho đến tháng 11 năm 2011, khi bị Google Chrome vượt qua. Theo Mozilla, Firefox có hơn 450 triệu người dùng tính đến tháng 10 năm 2012.
Vào tháng 1 năm 2024, Firefox là trình duyệt máy tính để bàn được sử dụng rộng rãi thứ tư và là trình duyệt phổ biến thứ tư với 3,3% thị phần sử dụng trình duyệt web trên toàn thế giới trên tất cả các nền tảng.

## Phản hồi chủ yếu
Forbes.com gọi Firefox là trình duyệt tốt nhất trong một bài phê bình vào năm 2004, và PC World đặt cho Firefox danh hiệu "Sản phẩm của Năm" vào năm 2005 trên danh sách "100 Sản phẩm Tốt nhất của năm 2005" của họ. Sau các lần phát hành của Firefox 2 và Internet Explorer 7 vào năm 2006, PC World đánh giá cả hai và tuyên bố rằng Firefox vẫn là trình duyệt tốt hơn. Tạp chí Which? đặt cho Firefox danh hiệu trình duyệt web "Best Buy". Vào năm 2008, CNET.com so sánh Safari, Chrome, Firefox, và Internet Explorer trong bài viết "Cuộc chiến của các Trình duyệt", về hiệu năng hoạt động, tính bảo mật, và tính năng, trong đó Firefox lại tiếp tục đoạt danh hiệu cao nhất.

### Hiệu năng hoạt động
Vào tháng 12 năm 2005, tờ Internet Week có một bài báo đưa tin rằng nhiều người đọc đã báo về việc sử dụng nhiều bộ nhớ của Firefox 1.5. Các nhà phát triển Mozilla nói rằng việc sử dụng nhiều bộ nhớ của Firefox 1.5 một phần là do tính năng tiến-và-lùi-trang nhanh (FastBack). Các nguyên nhân đã biết khác gồm các phần mở rộng hoạt động sai như Google Toolbar và một số phiên bản cũ của Adblock, hoặc phần bổ trợ, như các phiên bản cũ của Adobe Acrobat Reader. Khi PC Magazine so sánh việc sử dụng bộ nhớ của Firefox, Opera và Internet Explorer, họ nhận thấy rằng Firefox sử dụng lượng bộ nhớ tương đương với hai trình duyệt kia.
Sau này, tình hình đã khác. Các cuộc kiểm tra thực hiện bởi PC World và Zimbra cho thấy Firefox 2 sử dụng ít bộ nhớ hơn Internet Explorer 7. Firefox 3 thậm chí còn sử dụng ít bộ nhớ hơn Internet Explorer, Opera, Safari, và Firefox 2 trong các cuộc kiểm tra thực hiện bởi Mozilla, CyberNet, và The Browser World.

### Chiến dịch phổ biến Firefox
Sự chấp nhận nhanh chóng Firefox của người dùng trong thời gian vừa qua một phần cũng do một loạt các chiết dịch quảng cáo tiếp thị từ năm 2004. Ví dụ Blake Ross và Asa Dotzler tổ chức một loạt các sự kiện lấy tên là tuần lễ tiếp thị.
Ngày 14 tháng 9 năm 2004 một cổng tiếp thị được thành lập lấy tên Spread Firefox (SFX), cổng này tạo ra một môi trường tập trung để thảo luận rất nhiều kỹ thuật tiếp thị. Cổng này tăng cường nút "tải về Firefox" (Get Firefox), cung cấp cho người dùng thêm một điểm tham khảo, khuyến khích người dùng tải về Firefox để dùng thử. Trang web lập một danh sách 250 người tải về chương trình gần thời điểm thống kê nhất. Từng giây từng phút, nhóm SFX hoặc thành viên của nhóm cập nhật các tất cả các sự kiện tại trang web Spread Firefox.

### Câu trả lời cho sự cạnh tranh
Mặc dù sự xuất hiện của Firefox đã làm giảm thị phần của Internet Explorer nhưng Steve Vamos, người đứng đầu của Microsoft tại Úc, vẫn tuyên bố là không xem Firefox như là một sự đe dọa đối với trình duyệt Internet Explorer, sẽ không có điều gì quan trọng đòi hỏi người dùng Microsoft về các chức năng của Firefox. Vamos thú nhận rằng anh ta chưa bao giờ sử dụng Firefox trong công việc của mình. Tuy nhiên Bill Gates lại nói rằng ông đã sử dụng Firefox, nhưng ông cho rằng "có nhiều phần mềm được tải về nhưng liệu người dùng có thực sự dùng phần mềm họ đã tải về?"
Tuy nhiên, Microsoft SEC Filing, vào ngày 30 tháng 6 năm 2006, thừa nhận trình duyệt Mozilla thực sự là một đe dọa đối với trình duyệt Internet Explorer: "Đối thủ như Mozilla cung cấp phần mềm cạnh tranh với Internet Explorer - trình duyệt có sẵn trong sản phẩm hệ điều hành của chúng tôi"

### Giải thưởng
Mozilla Firefox đã được trao một số giải thưởng bởi nhiều tổ chức khác nhau. Những giải thưởng này bao gồm:

| Tìm hiểu thêm về Firefox tại các dự án liên quan |                                   |
| Tìm kiếm Wiktionary                              | Từ điển từ Wiktionary             |
| Tìm kiếm Commons                                 | Tập tin phương tiện từ Commons    |
| Tìm kiếm Wikinews                                | Tin tức từ Wikinews               |
| Tìm kiếm Wikiquote                               | Danh ngôn từ Wikiquote            |
| Tìm kiếm Wikisource                              | Văn kiện từ Wikisource            |
| Tìm kiếm Wikibooks                               | Tủ sách giáo khoa từ Wikibooks    |
| Tìm kiếm Wikiversity                             | Tài nguyên học tập từ Wikiversity |

- CNET Editors' Choice, tháng 6 năm 2008[86]
- Webware 100 winner, tháng 4 năm 2008[87]
- Webware 100 winner, tháng 6 năm 2007[88]
- PC World 100 Best Products of 2007, tháng 5 năm 2007[89]
- PC Magazine Editors' Choice, tháng 10 năm 2006[90]
- CNET Editors' Choice, tháng 10 năm 2006[91]
- PC World's 100 Best Products of 2006, tháng 7 năm 2006[92]
- PC Magazine Technical Excellence Award, Software and Development Tools category, tháng 1 năm 2006[93]
- PC Magazine Best of the Year Award, 27 tháng 12 năm 2005[94]
- PC Pro Real World Award (Mozilla Foundation), 8 tháng 12 năm 2005[95]
- CNET Editors' Choice, tháng 11 năm 2005[96]
- UK Usability Professionals' Association Award Best Software Application 2005, tháng 11 năm 2005[97]
- Macworld Editor's Choice with a 4.5 Mice Rating, tháng 11 năm 2005[98]
- Softpedia User's Choice Award, tháng 9 năm 2005[99]
- TUX 2005 Readers' Choice Award, tháng 9 năm 2005[100]
- PC World Product of the Year, tháng 6 năm 2005[101]
- Forbes Best of the Web, tháng 5 năm 2005[102]
- PC Magazine Editor's Choice Award, tháng 5 năm 2005[103]

## Sách
- Cheah, Chu Yeow (2005). Firefox Secrets: A Need-To-Know Guide. O'Reilly. ISBN 0-9752402-4-2.
- Feldt, Kenneth C. (2007). Programming Firefox. O'Reilly. ISBN 0-596-10243-7.
- Granneman, Scott (2005). Don't Click on the Blue e!: Switching to Firefox. O'Reilly. ISBN 0-596-00939-9.
- Hofmann, Chris (2005). Firefox and Thunderbird Garage. Marcia Knous, & John Hedtke. Prentice Hall PTR. ISBN 0-13-187004-1.
- McFarlane, Nigel (2005). Firefox Hacks. O'Reilly. ISBN 0-596-00928-3.
- Reyes, Mel (2005). Hacking Firefox: More Than 150 Hacks, Mods, and Customizations. Wiley. ISBN 0-7645-9650-0.
- Ross, Blake (2006). Firefox for Dummies. Wiley. ISBN 0-471-74899-4.